# Ljubo Ćesić Rojs
Ljubo Ćesić, né le 20 février 1958 à Batin, commune de Posušje (Herzégovine, Yougoslavie actuellement en Bosnie-Herzégovine), plus connu sous son surnom Rojs, est un officier général de l'Armée croate et un politicien d'extrême droite.

## Biographie

### Carrière militaire

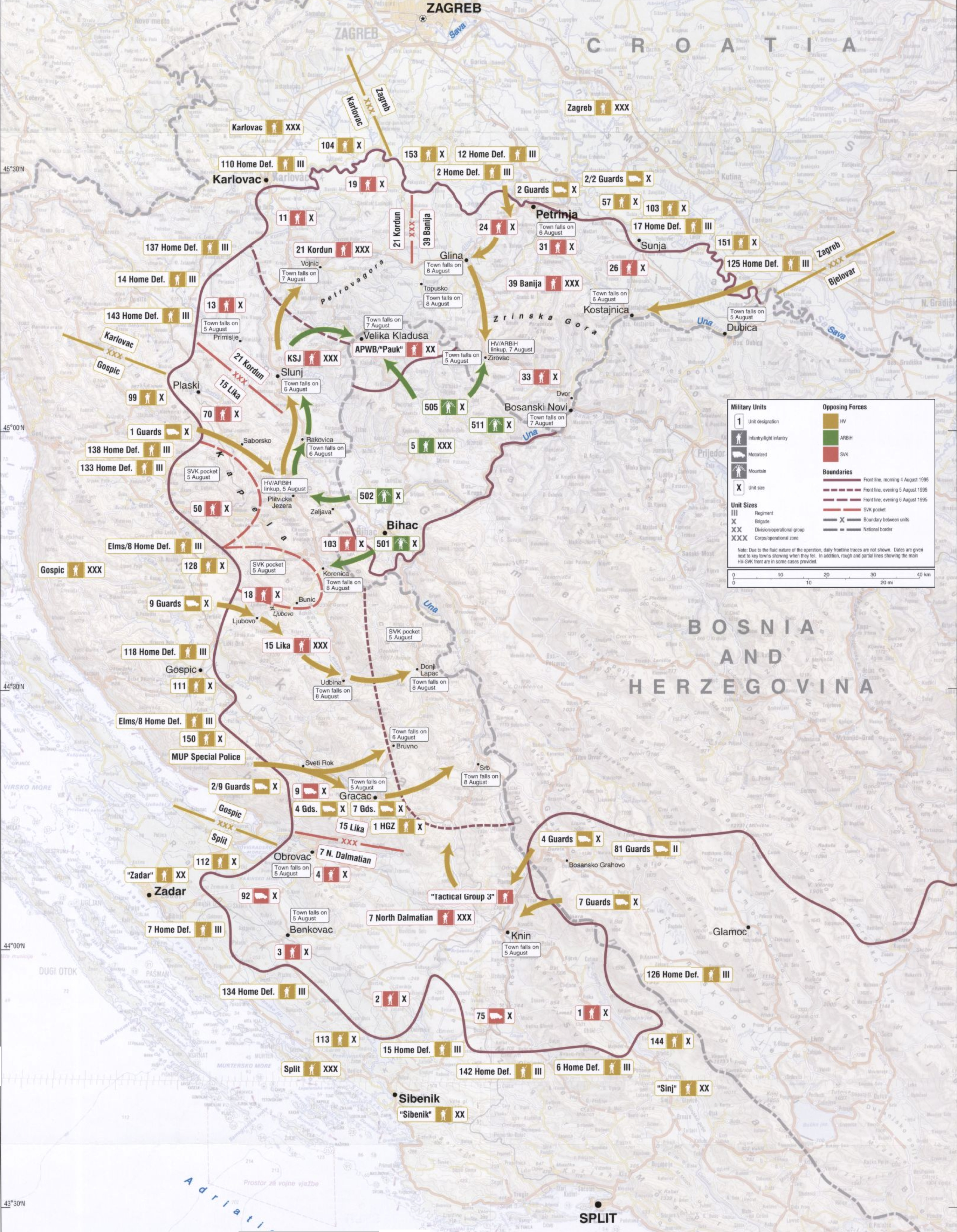
L'opération Tempête en août 1995 dans la RSK

Ayant étudié le Génie civil (spécialisation en infrastructures de transport) à l'Université de Zagreb, Ljubo Ćesić accéda à la notoriété pendant les guerres en Croatie et Bosnie-Herzégovine comme commandant du 66e régiment du Génie de l'Armée croate. Son unité construisit sur la frontière entre les deux pays des routes de montagne qui ont permis à l'Armée Croate de déborder les forces serbes de Krajina et de Bosnie, pendant et après l'opération Tempête en 1995. Pour ces succès, Ljubo Ćesić fut promu au rang de général.

### Débuts en politique
Ses activités d'après-guerre, comme l'utilisation de son unité pour des contrats civils et les infractions notamment à la législation du travail, n'ont pas empêché Ljubo Ćesić de gravir presque aussi rapidement les marches du parti HDZ (Union démocratique croate) où il incarnait une tendance d'extrême droite. À la fin des années 1990, il en était l'un des dirigeants les plus connus, bourrus, extrémistes et controversés.

### L'affaire du FC Hrvatski dragovoljac Zagreb
Il fut impliqué dans de nombreux scandales financiers concernant le club de football du NK Hrvatski Dragovoljac. Il fut accusé, avec l'un de ses proches Stjepan Spajić, d'avoir blanchi grâce au club plusieurs millions de kunas provenant du ministère de la Défense croate en achetant d'immenses quantités de verres en plastique. L'instruction est close depuis le décès de Spajić en 2004.

### Député au Sabor
Du 2 février 2000 au 22 décembre 2003 il siégea comme député au parlement croate, le Sabor.
Au début des années 2000, en tant que membre du Sabor, il commença à prendre ses distances par rapport à Ivo Sanader et la tendance centriste du HDZ. Il resta cependant membre du HDZ sur le papier tout en effectuant nombre de déclarations autant colorées que controversées. Il proposa par exemple publiquement à George W. Bush d'être volontaire pour l'invasion de l'Irak. Une de ses apparitions publiques controversées fut un combat à mains nues avec un autre député au Sabor, Dino Debeljuh, qui se solda par l'exclusion de Ljubo Ćesić de la session plénière du Sabor ce jour-là.

### Non grata en EU
Il est par ailleurs l'un des dirigeants du Comité des Vétérans de Guerre, où il prit notamment fait et cause pour Ante Gotovina, général fugitif recherché par le Tribunal pénal international pour l'ex-Yougoslavie.
Le 29 juin 2004, il fut placé comme quatre autres ressortissants croates sur la liste des persona non grata de l'Union européenne pour avoir cherché à aider des personnes poursuivies pour crime de guerre à prendre la fuite.

### Candidature à la présidence
En 2005 il fut candidat indépendant à l'élection présidentielle croate. Au cours de la campagne électorale il déclara être en contact avec général fugitif Ante Gotovina. Une enquête montra par la suite que ses propos étaient en fait complètement dénués de fondement. Ljubo Ćesić finit sixième au premier tour avec 1,85 % des suffrages exprimés et quitta le HDZ définitivement.

### Show-business
Après le succès autoproclamé de sa carrière politique, il apparut dans plusieurs émissions comiques à la télévision, dans par exemple Robert Knjaz's Mjenjačnica dans lequel deux ou plusieurs célébrités échangent leur mode de vie pendant une courte période. Dans l'épisode où il apparut, son alter-ego fut Neven Ciganović, célèbre styliste et figure du milieu gay croate.